# 마나도 말레이어
마나도 말레이어(Manado Malay)는 마나도에서 사용되고 있는 말레이어 크리올이다. 인도네시아어에서 차용한 말들이 많다.

## 강세
대부분 단어는 선어말 음절에 강세가 있다:
| kaDEra | '의자' |
| STEnga | '절반' |
| DOi    | '돈'   |

그러나 어말 음절에 강세가 있는 단어도 많다:
| buTUL | '오른쪽, 옳다, 진실' |        |        |
| toLOR | '알, 달걀'           | saBONG | '비누' |

## 대명사

### 인칭대명사
|             | 표준 인도네시아어 | 마나도 말레이어 |
| 일인칭 단수 | saya              | kita            |
| 일인칭 복수 | kami              | torang          |
| 이인칭 단수 | anda              | ngana           |
| 이인칭 복수 | kalian            | ngoni           |
| 삼인칭 단수 | dia               | dia             |
| 삼인칭 복수 | mereka            | dorang          |

### 소유대명사
소유대명사는 명사, 대명사, 이름에 "pe"가 더해져 만들어진다. 소유대명사는 단어의 앞에서 수식한다.
| 한국어                   | 마나도 말레이어                 |
| 나의 친구                | kita pe tamang / ta pe tamang   |
| 너의 친구                | ngana pe tamang / nga pe tamang |
| 그의 책                  | dia pe buku / de pe buku        |
| 이 책은 너희들의 것이다. | ini ngoni pe buku.              |